# Bibra Lake
Bibra Lake är en del av en befolkad plats i Australien. Den ligger i kommunen City of Cockburn och delstaten Western Australia, omkring 17 kilometer söder om delstatshuvudstaden Perth. Antalet invånare är 5 954.
Runt Bibra Lake är det tätbefolkat, med 383 invånare per kvadratkilometer.. Närmaste större samhälle är Perth, omkring 17 kilometer norr om Bibra Lake. 
Runt Bibra Lake är det i huvudsak tätbebyggt. Genomsnittlig årsnederbörd är 1 018 millimeter. Den regnigaste månaden är maj, med i genomsnitt 176 mm nederbörd, och den torraste är februari, med 9 mm nederbörd.